# Collide (demo)
Collide (in greco antico: Χολλεῖδαι o Χολλίδαι?, Chollêidai o Chollídai) era un demo dell'Attica situato a sud di Atene, probabilmente vicino al Ninfeo, detto Grotta delle Ninfe, alle pendici meridionali del monte Imetto, a circa tre miglia di strada dall'attuale Vari.
Dalle iscrizioni nella grotta si apprende che era stata dedicata alle ninfe e alle altre divinità campestri da Archedemo di Fere (e non Tere, come alcuni storici sostengono), che era stato iscritto nel demo di Collide. Da qui si deduce che la grotta era situata in questo demo.